# Emanuel Leutze
Emanuel Gottlieb Leutze (Schwäbisch Gmünd, 24 mei 1816 - Washington, 18 juli 1868), was een Duits-Amerikaans kunstschilder. Hij werd vooral bekend om zijn historieschilderijen.

## Leven en werk
Leutze emigreerde met zijn familie in 1825 naar Amerika en volgde een kunstopleiding in Philadelphia. Op 25-jarige leeftijd keerde hij terug naar Duitsland om er verder te studeren aan de Kunstacademie Düsseldorf. In 1842 verhuisde hij naar München, reisde in 1847-1848 door naar Venetië en Rome, om in 1845 weer terug te keren naar Düsseldorf. Hij huwde er Juliane Lottner, die hij meerdere malen zou portretteren. In 1859 vertrok hij weer naar Amerika, waar hij in 1868 overleed.
Leutze schilderde in een academische stijl met sterke invloeden vanuit de Duitse romantiek. Hij wordt gerekend tot de Düsseldorfse school en werd vooral bekend door zijn historische taferelen, vooral uit de Amerikaanse geschiedenis. Zijn bekendste werk is het groots opgezette Washington steekt de Delaware over (1851), dat thans in het Metropolitan Museum of Art in New York hangt. Opvallend genoeg schilderde hij dit werk in Duitsland en is de rivieroever op de achtergrond van het schilderij waarschijnlijk niet de oever van de Delaware, maar van de Rijn bij Meerbusch. Een tweede versie van dit schilderij hangt in het Metropolitan Museum of Art te New York, de eerste versie werd vernietigd door een brand in 1942 bij een geallieerde luchtbombardement op de Kunsthalle in Bremen.
Leutze schilderde ook landschappen en portretten. Daarnaast maakte hij muurschilderingen in het Capitool te Washington. In deze stad zou hij in 1868 overlijden, 52 jaar oud. Hij was lid van de National Academy of Design.

## Galerij

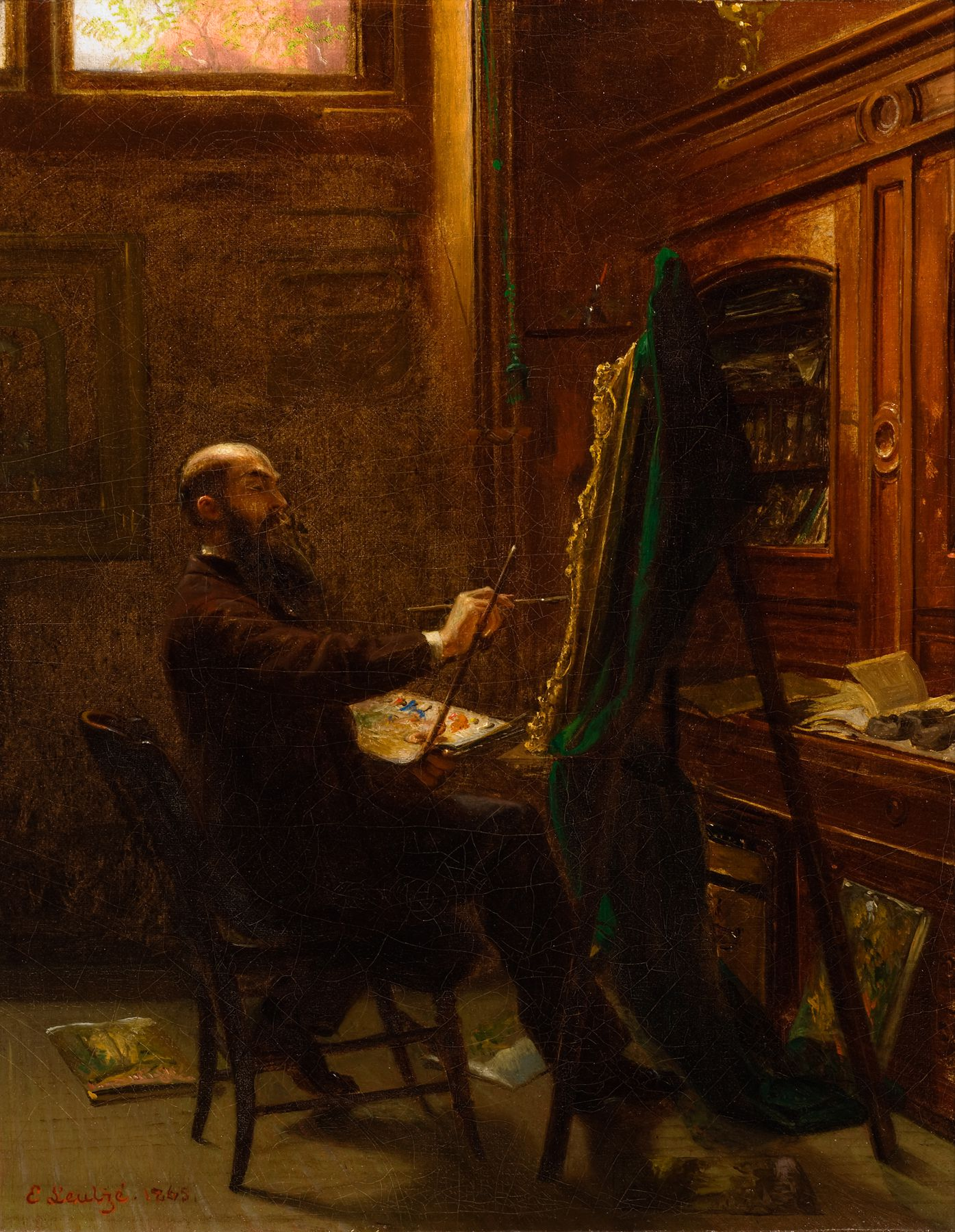
Worthington Whittredge in His Tenth Street Studio
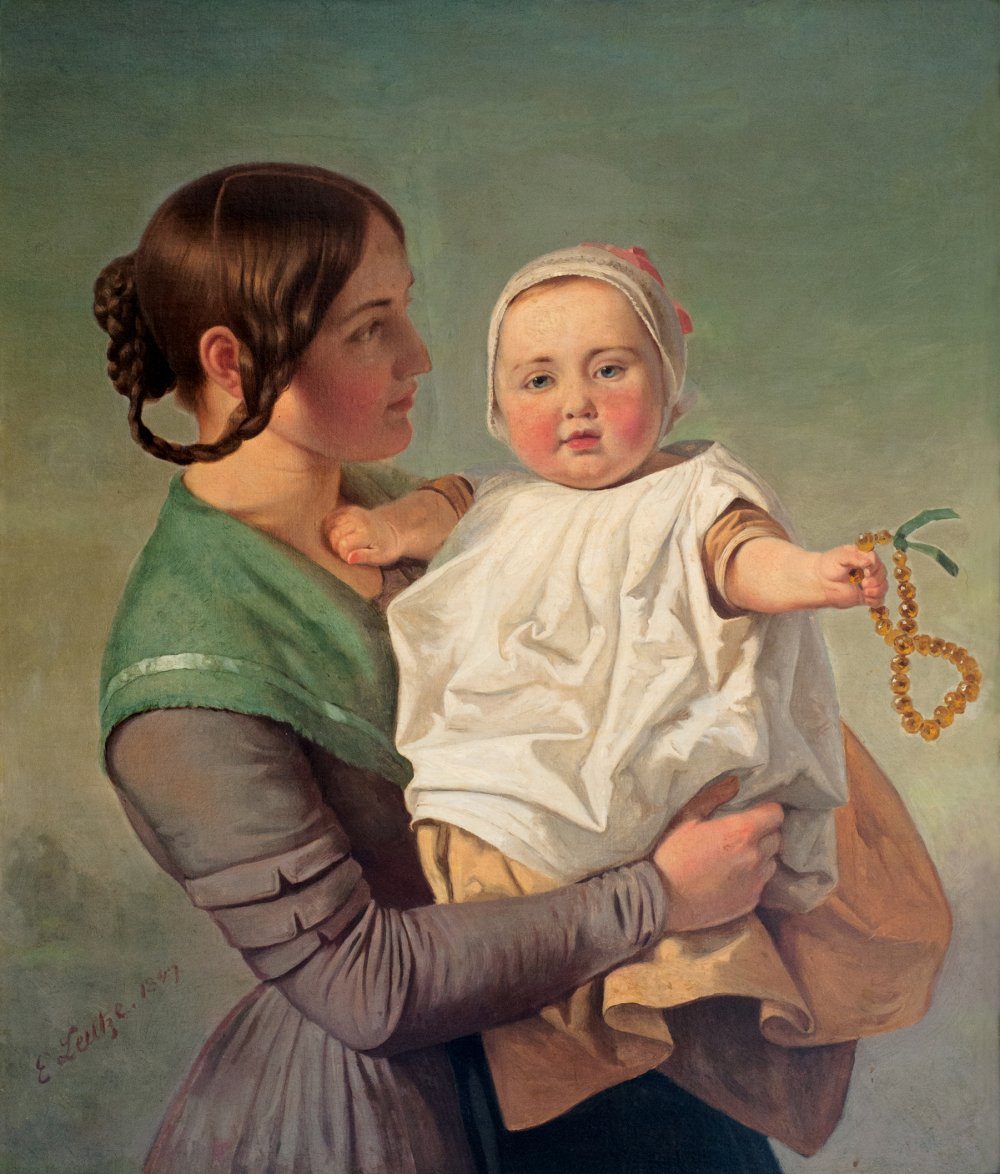
Juliane Lotner met dochter Ida
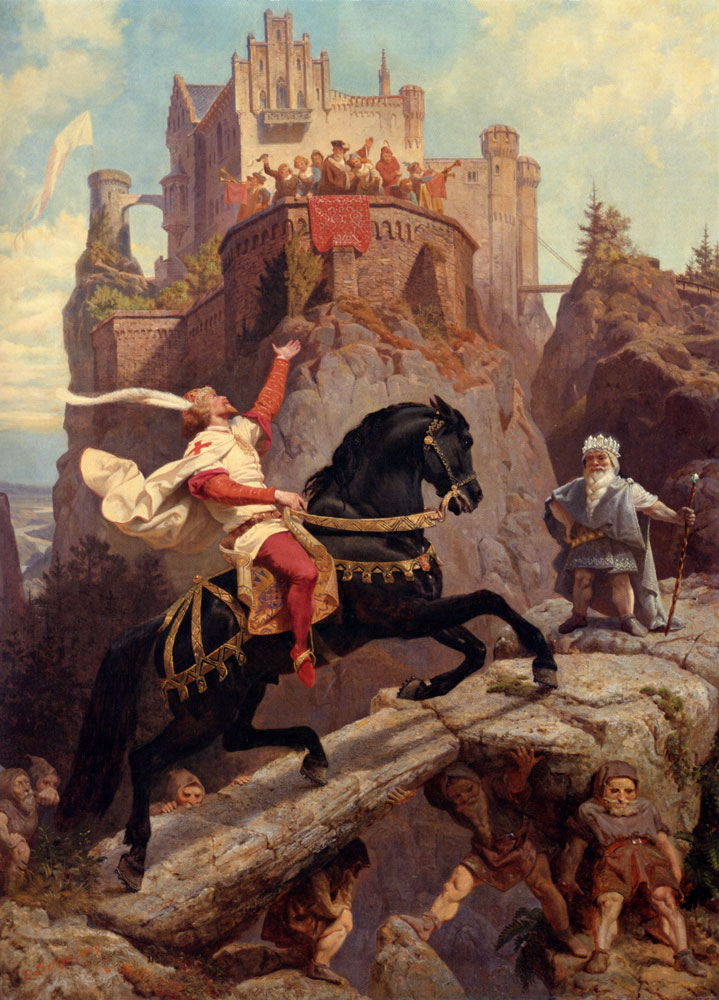
The Knight Of Sayn And The Gnomes
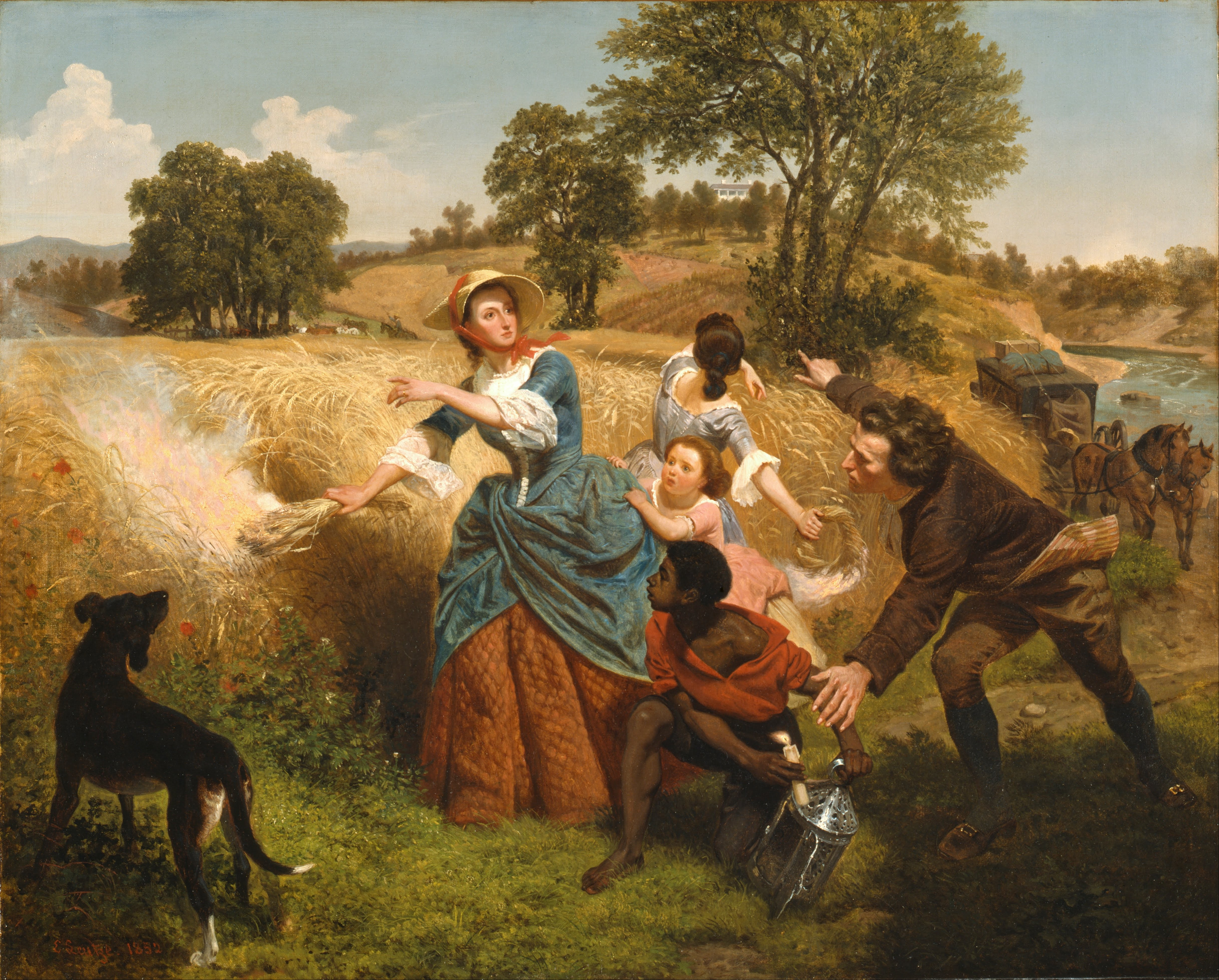
Mrs. Schuyler Burning Her Wheat Fields on the Approach of the British
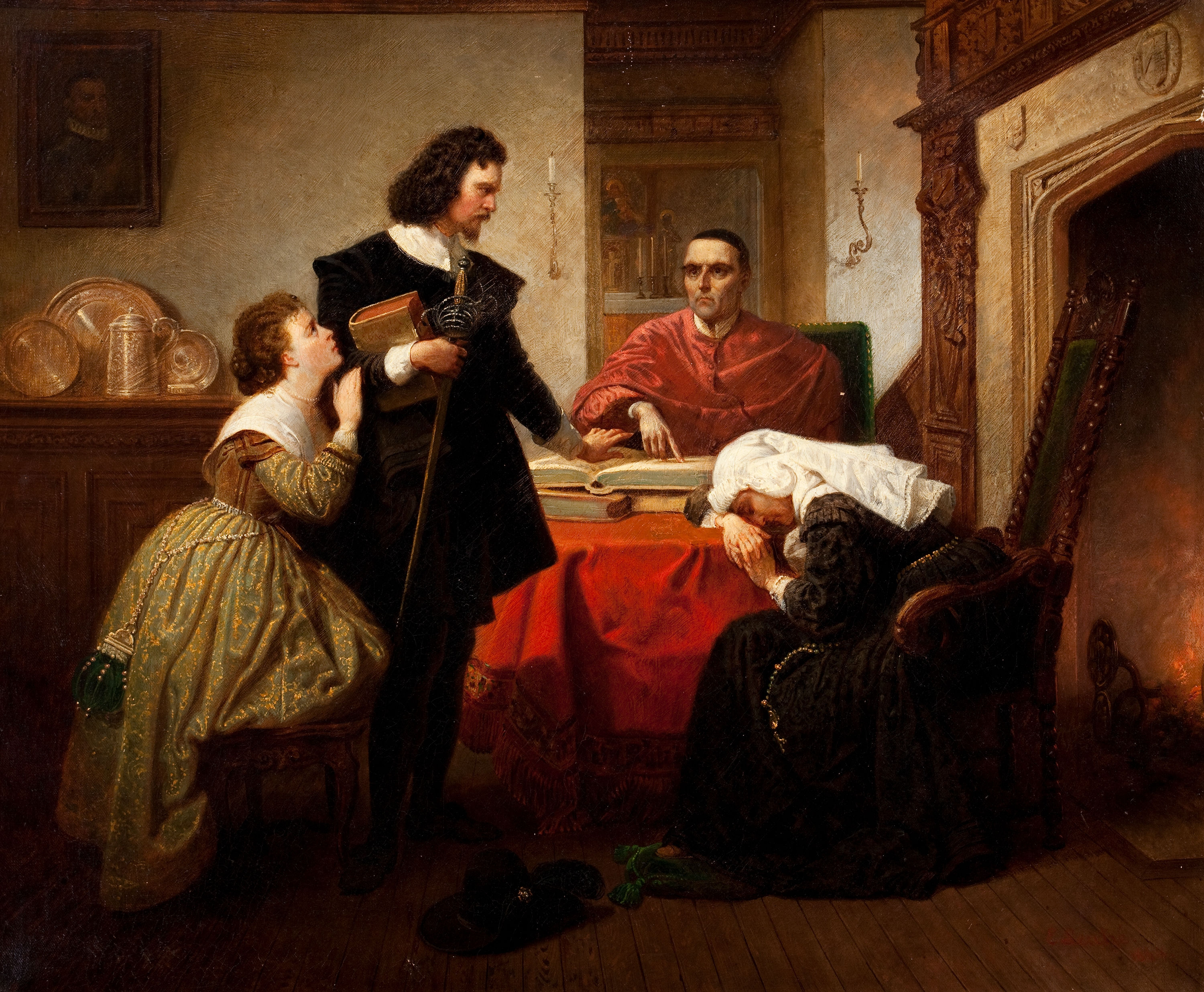
Receiving the Order
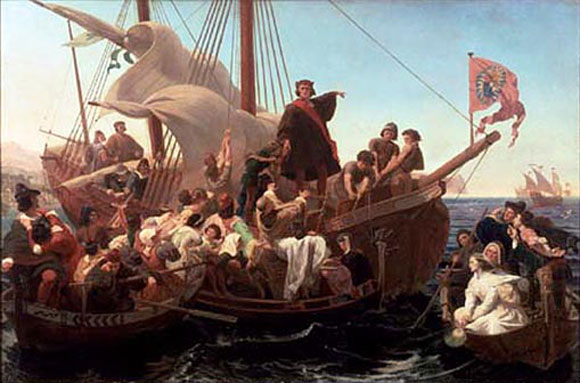
Columbus departure on the Santa Maria
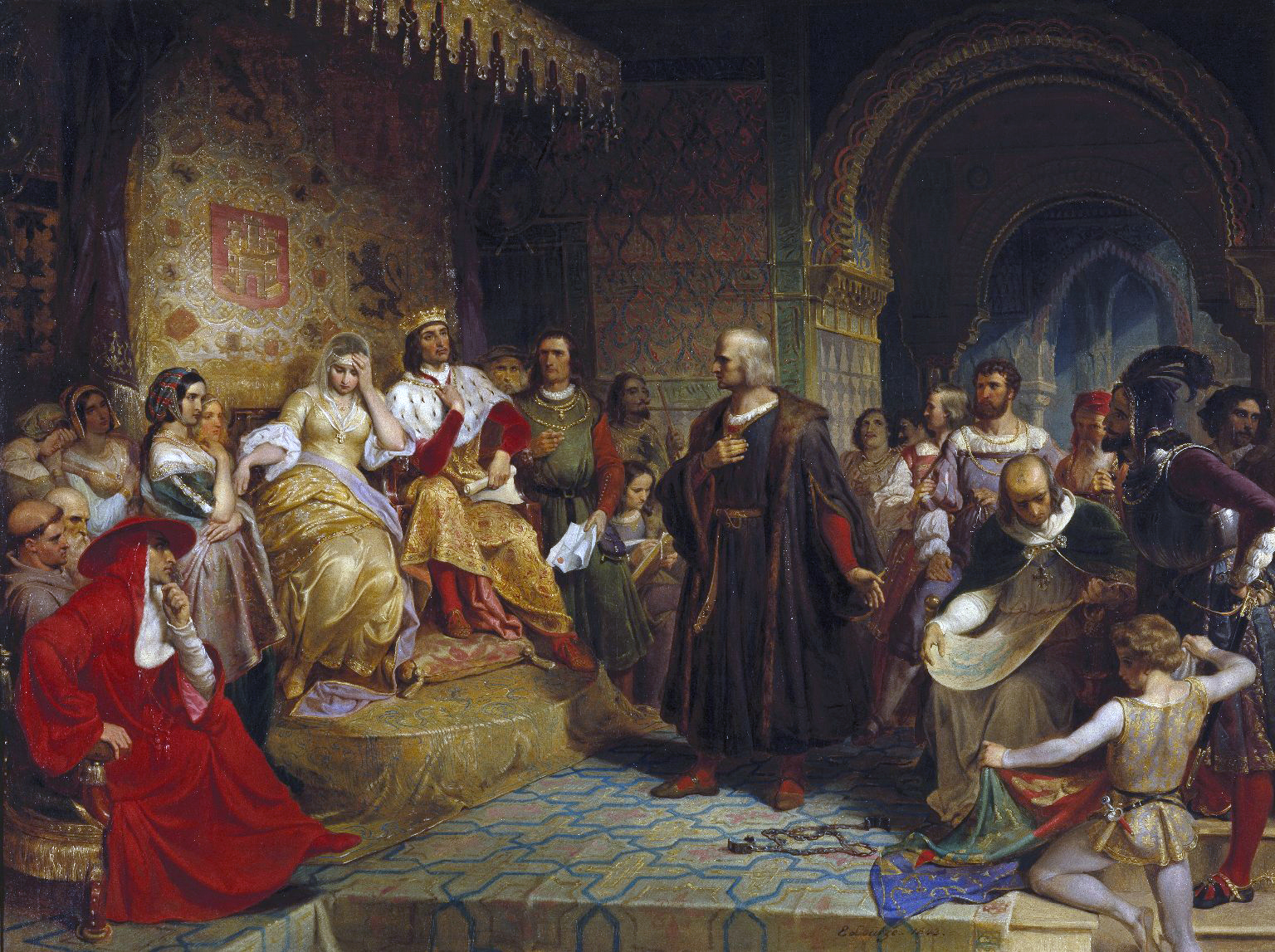
Columbus before queen Isabella
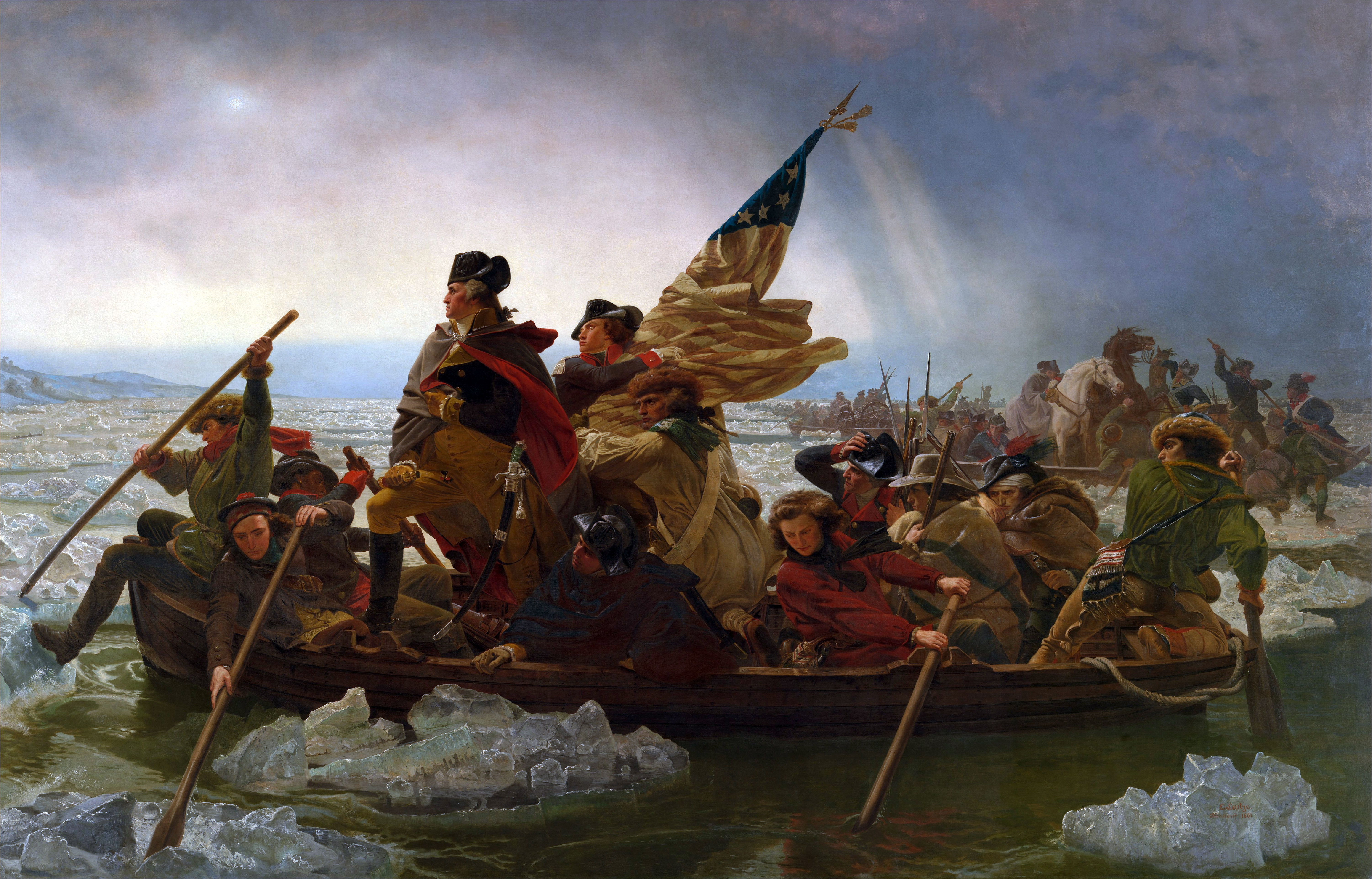
Washington crossing the Delaware